# Sure Know Something
„Sure Know Something“ je píseň americké rockové skupiny Kiss vydaná na albu Dynasty. Píseň napsali Paul Stanley a Vini Poncia. V USA se umístila na 47. místě žebříčku, ale v některých zemích po celém světě se dostala do první desítky. Na B-straně vyšla píseň „Dirty Livin'“, kterou zpívá a také se podílel jako spoluautor Peter Criss.

## Sestava
- Paul Stanley – zpěv, rytmická kytara
- Gene Simmons – zpěv, basová kytara
- Ace Frehley – sólová kytara, basová kytara
- Peter Criss – zpěv, bicí, perkuse